# St. Mary Bay
St. Mary Bay (do 1901 St. Mary’s Bay) – zatoka (ang. bay) jeziora Ponhook Lake w kanadyjskiej prowincji Nowa Szkocja, w hrabstwie Queens; nazwa St. Mary Bay urzędowo zatwierdzona 28 kwietnia 1936.